# Francis Campaner
Francis Campaner (Saint-Germain-de-la-Rivière, 1 de febrer de 1946) va ser un ciclista francès, que fou professional entre 1967 i 1979. Durant la seva carrera professional destaca una victòria d'etapa al Tour de França de 1974.

## Palmarès
- 1967
  - 1r a Aigueperse
  - 1r a Allassac
  - 1r a Bannalec
  - 1r a Beaulac-Bernos
  - 1r a La Couronne
  - 1r a Laguirande
  - 1r al GP de Fréjus
- 1968
  - 1r a Lubersac
- 1969
  - 1r a Castillones
  - 1r a Mont-de-Marsan
  - 1r a Sizun
  - 1r al GP Petit Varois
  - 1r a Saint-Médard de Guizières
- 1972
  - 1r a La Bastide d'Armagnac
  - Vencedor d'una etapa a l'Étoile des Espoirs
- 1974
  - 1r a Saussignac
  - Vencedor d'una etapa al Tour de França
- 1975
  - 1r al Tour del Llemosí
  - 1r a Ambarès
- 1978
  - 1r a Pléaux
  - Vencedor d'una etapa al Tour de Romandia

### Resultats al Tour de França
- 1973. 73è de la classificació general
- 1974. 39è de la classificació general. Vencedor d'una etapa
- 1975. 39è de la classificació general